# Niederlande-Ahanta-Krieg
Der Niederlande-Ahanta-Krieg war eine kriegerische Auseinandersetzung zwischen den Niederlanden und dem Reich der Ahanta an der Küste des heutigen Ghana von 1837 bis 1839. Beginnend mit einem rein ökonomischen Konflikt zwischen den Ahanta und den Niederlanden, die vom 17. bis ins 19. Jahrhundert an der westafrikanischen Goldküste etliche Stützpunkte besaßen, wuchs sich der Konflikt zu einem Krieg aus, der mit der Hinrichtung des Ahantakönigs Badu Bonsu II., der Reorganisation des Ahantastaates und der Etablierung eines niederländischen Protektorates über die bis dahin unabhängigen Ahanta endete.

## Hintergrund

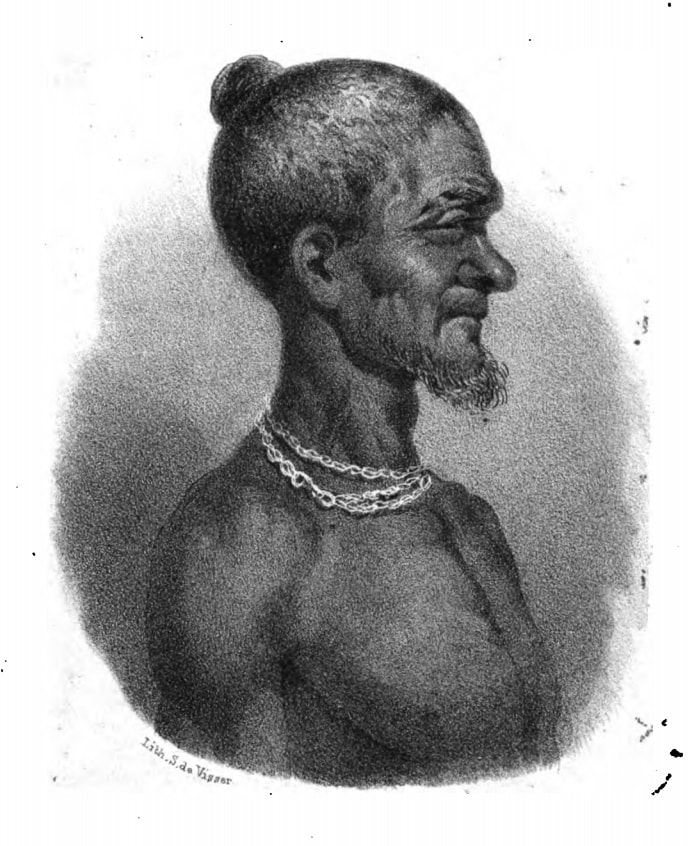
Zeitgenössisches Bildnis von Badu Bonsu II

Auslöser war die Beschlagnahme einer Schiffsladung Schießpulver durch den Ahantakönig Badu Bonsu II. Das Schießpulver sollte durch einen Amsterdamer Händler in das den Ahanta benachbarte Königreich der Wassa geliefert werden. Da diplomatische Bemühungen der Niederländer erfolglos blieben, sandte der niederländische Gouverneur Hendrik Tonneboeijer Unterhändler  zu den Ahanta. Nachdem beide Unterhändler durch die Ahanta erschossen worden waren, entschied sich Tonneboeijer in der Stadt Elmina eine Streitmacht von 200 Mann aufzustellen, um Badu Bonsu zu verhaften. Trotz Warnungen, dass diese Streitmacht zu klein sei, um gegen die Ahanta zu ziehen, zog Tonneboeijer umgehend mit seinen Bewaffneten ins benachbarte Ahantareich. Am 28. Oktober 1837 geriet seine Streitmacht in einen Hinterhalt der Ahanta, die 45 Männer, darunter Gouverneur Tonneboeijer selbst, töteten.
Nach dem Erhalt der Nachricht vom Tod des Gouverneurs entschied die niederländische Regierung eine militärische Expedition zur „Unterdrückung der Erhebung“ zu entsenden. Unter dem Kommando von General Jan Verveer verließ die Streitmacht Elmina 1838 Richtung Ahanta. Es kam allerdings gar nicht zu Kämpfen, da Badu Bonsu durch Verrat auf Seiten der Ahanta den Niederländern in die Hände geriet. Nach einer anderen Version war Badu Bonsu so unpopulär, dass die Ahanta bereit waren, ihn auszuliefern.
Badu Bonsu wurde in einem Ad-hoc-Kriegsgericht am 26. Juli 1838 zum Tode verurteilt. Badu Bonsu glaubte nicht an die Ernsthaftigkeit dieses Urteils und versuchte die Niederländer mit einigen Kalabassen Gold umzustimmen. Er wurde jedoch am folgenden Tag auf demselben Gelände, auf dem er die Unterhändler Tonneboeijers hatte erschießen lassen, gehängt. Seine Begleiter wurden ohne Prozess ins Exil nach Niederländisch Ostindien geschickt.
Badu Bonsus Kopf wurde von einem Militärarzt abgetrennt und in ein Gefäß mit Formaldehyd gelegt, offiziell zu medizinischen Zwecken. Die wahrscheinlichere Erklärung für die Enthauptung dürften allerdings Rachegelüste für die ebenfalls enthaupteten niederländischen Gesandten gewesen sein, mit deren Schädeln Badu Bonsu seinen Thron geschmückt hatte.

## Folgen
Unter Berufung auf Bestimmungen des Vertrags von Butre, der seit 1656 die Beziehungen zwischen Niederländern und Ahanta regelte, beendeten die Niederländer die Unabhängigkeit des Ahantastaats, ernannten einen niederländischen Residenten in ihrem Stützpunkt Fort Batenstein zum Regenten und hielten das Land von da an mit einer starken militärischen und zivilen Präsenz unter Kontrolle.
2005 entdeckte der niederländische Autor Arthur Japin den Schädel des Badu Bonsu in Formaldehyd eingelegt im Leids Universitair Medisch Centrum (LUMC) in Leyden, Niederlande. Japin hatte von der Existenz dieses Schädels während Recherchen zu seinem 1997 erschienenen Roman De zwarte met het witte hart erfahren. Im März 2009 erklärte die niederländische Regierung, dass sie den Kopf für eine angemessene Bestattung in das Heimatland Badu Bonsus überführen würde. Am 23. Juli 2009 wurde dieses Versprechen erfüllt, nachdem in Den Haag eine Zeremonie abgehalten worden war.